# Райзисвиль
Райзисвиль (нем. Reisiswil) — коммуна в Швейцарии, в кантоне Берн.
Входит в состав округа Аарванген. Население составляет 184 человека (на 31 декабря 2006 года). Официальный код — 0336.

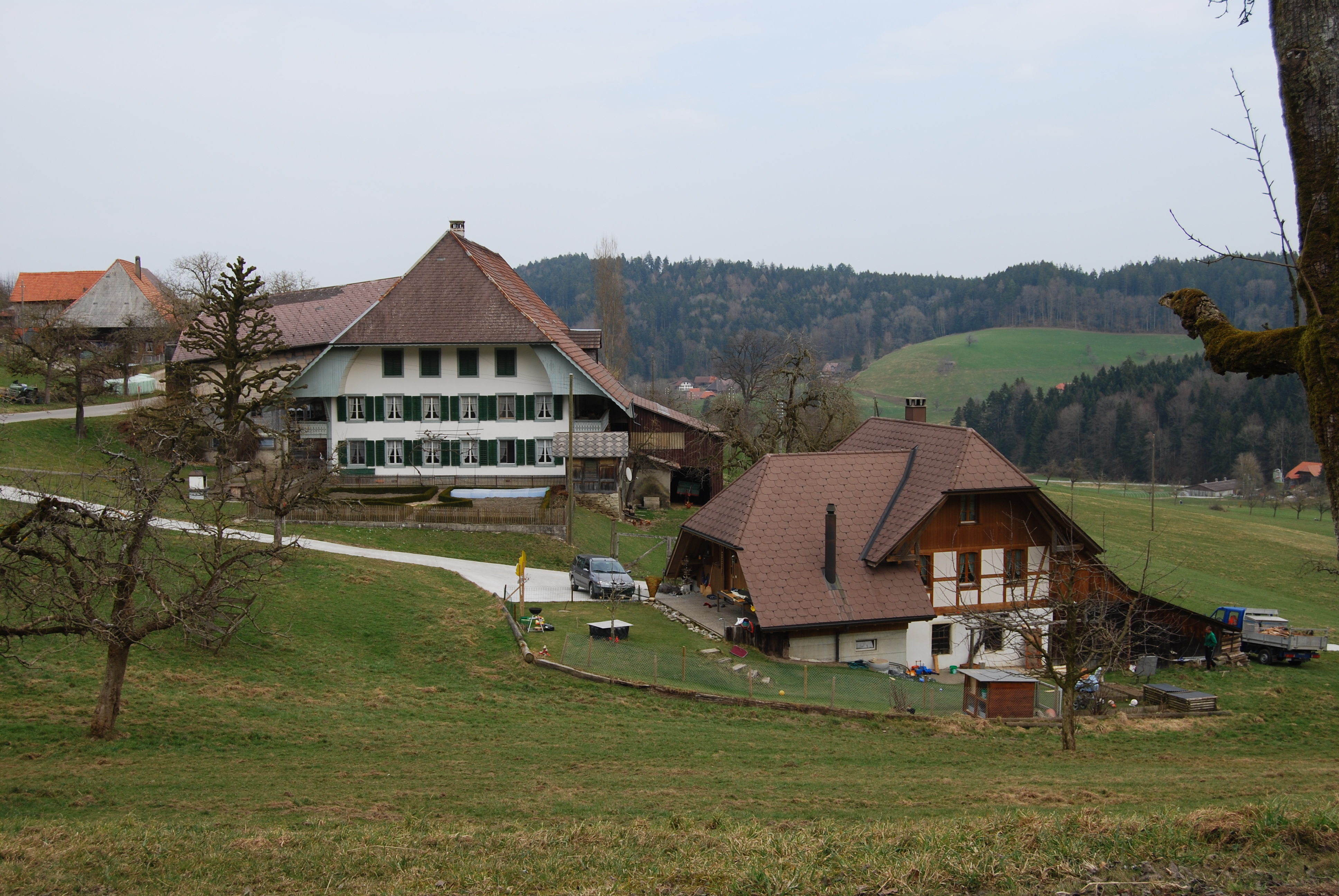
Райзисвиль